# Una (filme)
Una (bra: Una; prt: Una - Negra Sedução) é um filme de drama de 2016 dirigido por Benedict Andrews sobre uma jovem que tem sua nova vida desestabilizada após o retorno de um homem do passado. É baseado na peça Blackbird de David Harrower, que também escreveu o roteiro do filme. Sua estreia mundial aconteceu em 2 de setembro se 2016 no Festival de Cinema de Telluride. No Brasil, foi lançado pela Mares Filmes.

## Elenco
- Rooney Mara - Una Spencer (com 28 anos)
  - Ruby Stokes - Una Spencer (aos 13 anos)
- Ben Mendelsohn - Ray Brooks/ Peter "Pete" Trevelyan
- Riz Ahmed - Scott
- Indira Varma - Sonia
- Tara Fitzgerald - Andrea
- Tobias Menzies - Mark
- Isobelle Molloy - Holly
- Ciarán McMenamin - John
- Natasha Little - Yvonne

## Recepção
Ele detém uma taxa de aprovação de 76% no agregador de críticas Rotten Tomatoes, com base em 98 comentários dos críticos que é seguido do consenso: "As pistas bem combinadas de Una trazem uma história desconfortável destemidamente à vida, mantendo o filme consistentemente envolvente enquanto navega na difícil jornada do palco à tela." No Metacritic, o filme tem uma classificação de 62 de 100, com base em 28 críticos, indicando "críticas geralmente favoráveis".